# Helicolepidinoides
Helicolepidinoides es un género de foraminífero bentónico considerado un sinónimo posterior de Helicostegina de la subfamilia Helicolepidininae, de la familia Lepidocyclinidae, de la superfamilia Asterigerinoidea, del suborden Rotaliina y del orden Rotaliida. Su especie tipo era Helicostegina gyralis. Su rango cronoestratigráfico abarcaba el Eoceno.

## Clasificación
Helicolepidinoides incluye a las siguientes especies:
- Helicolepidinoides gyralis †
- Helicolepidinoides intermedius †